# Grand Trunk Western Railroad
Pour les articles homonymes, voir GTW.
Le Grand Trunk Western Railroad ou GTW (sigle AAR: GTW) est une importante compagnie de chemin de fer américain de classe I créée par le Canadian National Railway / Canadien National (CN) en 1928. Le GTW constitue la majorité de la Chicago Division, elle-même intégrée à la Southern Region du CN.
Il est actuellement en opération dans le Michigan, l'Ohio, l'Indiana, et l'Illinois. La ligne principale relie Port Huron, Michigan à Chicago, Illinois; de plus, trois embranchements au départ de Détroit permettent de relier Port Huron, Durand, Michigan et Toledo, Ohio. La présence du GTW dans les villes de Détroit, Flint, Pontiac et Lansing a fait de lui un important transporteur pour l'industrie automobile et les pièces détachées.
La réorganisation du Canadien National en 1971, entraîna le rattachement du GTW à la holding Grand Trunk Corporation, laquelle regroupe  les filiales américaines du CN.

## Histoire

### La consolidation du réseau
Pour rejoindre Chicago, le Grand Tronc (GT) devait emprunter le coûteux Michigan Central Railroad, propriété de Cornelius Vanderbilt. Afin de s'affranchir de Cornelius Vanderbilt, le GT forma le Chicago & Grand Trunk Railway pour construire une ligne entre le Canada et Chicago via le Michigan. La ligne ouvrit en 1880. La compagnie prit finalement le nom de Grand Trunk Western Railway. Mais à la suite du désastre financier de sa filiale Grand Trunk Pacific Railway, le Grand Tronc finit par faire faillite en 1919. Le Canadien National, qui venait d'être créé cette même année, ne put amalgamer le GTW qu'en 1923.
Le 1er novembre 1928, le CN forma le Grand Trunk Western Railroad à la suite de la consolidation de ses filiales en opération dans le Michigan, l'Illinois et l'Indiana, lesquelles étaient exploitées jusqu'à présent sous le nom générique de Grand Trunk Railway System qui regroupait: 
- le Grand Trunk Western Railway
- le Bay City Terminal Railway

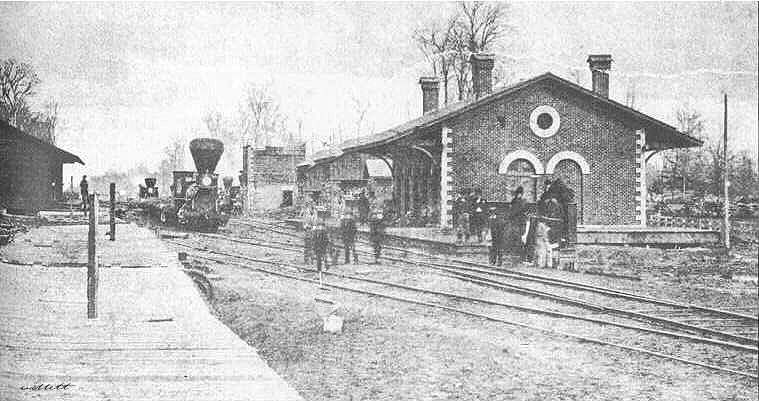
La gare de Mount Clemens, sur la ligne de Detroit à Port Huron, vers 1859.

- le Chicago, Detroit & Canada Grand Trunk Junction Railroad
- le Chicago & Kalamazoo Terminal Railroad
- le Detroit, Grand Haven and Milwaukee Railway
- le Detroit & Huron Railway
- le Grand Rapids Terminal Railroad
- le Michigan Air Line Railway
- le Pontiac, Oxford & Northern Railroad
- le Toledo, Saginaw & Muskegon Railway

Le GTW loua également le Cincinnati, Saginaw & Mackinaw Railroad qui rejoignit ainsi le réseau; il ne fut consolidé que le 1er janvier 1943. Le GTW absorba aussi la Muskegon & Navigation Company le 23 août 1955.
Le GTW était réputé auprès des amateurs de chemin de fer car il fut l'un des derniers chemins de fer nord-américains à utiliser la vapeur en service régulier jusqu'en 1960.

### Sous le contrôle de la Grand Trunk Corporation
La Grand Trunk Industries, Inc. fut créée de la Delaware le 21 septembre 1970, et rebaptisée Grand Trunk Corporation le 18 novembre 1970. Elle prit le contrôle des filiales américaines du Canadien National en décembre 1971:
- Grand Trunk Western Railroad (GTW)
- Duluth, Winnipeg and Pacific Railway (DW&P)
- Central Vermont Railway (CV).

En juin 1980, le GTW racheta le Detroit, Toledo and Ironton Railroad (DT&I) au Penn Central. Cela augmenta son réseau autour des industries de Détroit, et lui donna une route vers l'Ohio. Le GTW fusionna le DT&I en décembre 1983.
Le Grand Trunk Western et le New York, Chicago and St. Louis Railroad (alias Nickel Plate NKP) contrôlèrent en commun le Detroit and Toledo Shore Line Railroad (D&TSL); c'était un petit transporteur qui possédait une ligne principale à voies multiples, reliant Détroit à Chicago, et desservant de grosses industries. Finalement en avril 1981, le GTW prit le contrôle totale du D&TSL sur le Norfolk and Western Railway (successeur du Nickel Plate), et le consolida le 1er octobre 1981.
Il tenta de racheter le Milwaukee Road pour créer une connexion avec son cousin le Duluth, Winnipeg and Pacific Railway (DW&P). Cela aurait apporté au GTW des lignes entre Chicago et le nord du Minnesota, mais son offre fut rejetée.

## Le réseau de nos jours
Il opère dans le Michigan, l'Ohio, l'Indiana et l'Illinois
La ligne principale du GTW, baptisée Chicago Division par le CN, relie Chicago dans l'Illinois à Port Huron dans le Michigan. Il sert de connexion pour les échanges ferroviaires à Chicago, et pour les lignes entre l'est du Canada et le nord-est des États-Unis. Le GTW possède aussi 3 embranchements importants au départ de Détroit, permettant de relier cette ville à Port Huron et Durant (situées sur la ligne principale), ainsi qu'à Toledo. Enfin un petit embranchement relie Kalamazoo à la ligne principale Chicago-Port Huron. La présence du GTW à Détroit, ainsi que dans d'autres villes du Michigan comme Flint, Pontiac et Lansing, lui a permis de devenir un transporteur majeur constituant un lien essentiel pour l'industrie automobile.
À partir du milieu de l'année 2000, le Canadien National commerça à radier de nombreuses locomotives aux couleurs du GTW; il n'en reste que quelques-unes (principalement des GP38-2) qui sont toujours en service. On ne sait pas si le Canadien National achètera de nouvelles locomotives pour le Grand Trunk, ou s'il fera totalement disparaître cette identité.

## Les infrastructures et les ouvrages d'art
Les terminaux et les dépôts ferroviaires les plus importants du GTW était localisés à Détroit, Battle Creek, Durant, Flint, Port Huron, Pontiac, et Chicago ouest (avec l'Elsdon Yard). L'Elsdon Yard est maintenant fermé. 
En 1975, le GTW obtint des droits de passage sur le Penn Central pour utiliser son tunnel sous la rivière Détroit reliant Détroit et Windsor. 
Le tunnel sous la rivière Sainte-Claire, achevé en 1891 entre Port Huron, Michigan et Sarnia, Ontario, permettait de connecter le Grand Tronc avec le CN. Le 5 avril 1995, le CN inaugura un autre tunnel plus large à proximité de l'ancien. Le nouveau tunnel accepte les transports intermodaux avec empilement de deux conteneurs, ainsi que les wagons porte-autos à 3 niveaux.

## Les trains de voyageurs
Les premiers trains de voyageurs du Grand Trunk Western furent The Maple Leaf, lInternational Limited, lInter-City Limited et The LaSalle, qui assuraient le service entre la gare de Chicago Dearborn Station et celle de Toronto Union Station. En 1967, le GTW présenta le The Mohawk qui était un train rapide et direct entre Chicago et la gare de Brush Street Station de Détroit. 
Le service voyageur fut transmis à l'Amtrak en 1971. Les trains de l'Amtrak appelés Blue Water Service reliant  Chicago à la gare de Port Huron, empruntent la route du GTW entre Battle Creek et Port Huron.
Le GTW avec l'Erie Railroad, le Wabash Railroad, le Chicago and Eastern Illinois Railroad et le Monon Railroad étaient les copropriétaires du Chicago & Western Indiana Railroad (C&WI), lequel exploitait des trains de voyageurs et des express transitant par la gare de Dearborn Station de Chicago. Le groupe finit aussi par créer le Belt Railway Company of Chicago, qui reliait toutes les lignes de Chicago.
Le GTW exploitait aussi les trains de banlieue entre le centre de Chicago et Pontiac d'août 1931 à janvier 1974; puis il fut remplacé par le SEMTA  (Southeast Michigan Transportation Authority) qui fut rebaptisé en 1989 SMART (Suburban Mobility Authority for Regional Transportation). De nos jours les trains de l'Amtrak reliant Détroit à Chicago, partent ou arrivent sur cette ancienne ligne de banlieue, et font des arrêts dans les faubourgs nord de Détroit, à Pontiac, Birmingham et Royal Oak.

## Les ferries
Le GTW exploitait aussi un service de barge ferroviaire sur la rivière Sainte-Claire entre Port Huron et Sarnia, ainsi qu'un service de train ferries sur la rivière Détroit entre Détroit et Windsor (Ontario). Il faisait aussi naviguer des ferries sur le Lac Michigan entre Grand Haven ou Muskegon, Michigan et Milwaukee, Wisconsin. La flotte des ferries était assurée par une filiale du GTW appelée Grand Trunk Milwaukee Car Ferry Company. La flotte des car ferries à vapeur sur le Lac Michigan comprenait le SS Grand Haven, le SS Milwaukee (qui coula en octobre 1929 à la suite d'un orage), le Grand Rapids, le Madison et le City of Milwaukee.
Les ferries en activité sur la rivière Détroit furent arrêtés en octobre 1975. Ils furent remplacés par service ferroviaire grâce à un droit de passage par le tunnel sous la rivière Détroit, propriété du Penn Central, permettant de relier Détroit à Windsor. La construction du Renaissance Center à Détroit, entamée en 1973, nécessita la démolition de la Brush Street Station du GTW ainsi que du quai d'embarquement du car-ferry.
Quant aux ferries en exploitation sur le Lac Michigan, ils furent stoppés en octobre 1978. Les ferries sur la rivière Sainte-Claire furent initialement arrêtés en 1891, lorsque le premier tunnel Sainte-Claire ouvrit; mais les ferrys reprirent du service en 1971 à la suite de problèmes de gabarit pour certains wagons. En 1995, un tunnel plus large fut ouvert autorisant le passage de trains à 2 niveaux vers Sarnia, Ontario, ce qui entraîna l'arrêt des ferries.

### Traduction
- (en) Cet article est partiellement ou en totalité issu de l’article de Wikipédia en anglais intitulé « Grand Trunk Western Railroad » (voir la liste des auteurs).